# Nurme (Sauga)
Nurme est un village de la commune de Sauga du comté de Pärnu en Estonie.
Au 31 décembre 2011, il compte 171 habitants.